# Comuna Ghioroc, Arad
Ghioroc (în maghiară: Gyorok) este o comună în județul Arad, Crișana, România, formată din satele Cuvin, Ghioroc (reședința) și Miniș.
În perioada 2008 - 2012, primarul comunei a fost Mircea-Traian Luca (PD-L).

## Istoric
Prima atestare documentară a localității Ghioroc datează din anul 1135. Satul Cuvin este atestat documentar în anul 1323, iar Miniș, în anul 1302.
Prima cale ferată electrificată din estul Europei și a opta din lume a fost inaugurată la Ghioroc, la data de 10 aprilie 1913. Săgeata Verde a avut rolul de a transporta țăranii din Podgoriile Aradului în orașul Arad, pentru a-și vinde marfa. Traseul conținea 3 segmente: Arad - Ghioroc, Ghioroc - Pâncota și Ghioroc - Radna.
Pentru a aduna fondurile necesare începerii lucrărilor, s-a format Societatea Anonimă Calea Ferată Arad - Podgoria, cu sediul în Arad. Proiectul liniei ferate era o stea cu trei colțuri, cu centrul în Ghioroc.
Dupa aproape 100 ani de la inaugurare, din vechiul traseu a mai rămas doar un segment, Arad - Ghioroc, traficul realizându-se cu tramvaie.

## Demografie
Componența etnică a comunei Ghioroc
     Români (81,17%)
     Maghiari (10,02%)
     Alte etnii (1,19%)
     Necunoscută (7,62%)
Componența confesională a comunei Ghioroc
     Ortodocși (60,55%)
     Romano-catolici (11,31%)
     Adventiști (8,47%)
     Penticostali (5,73%)
     Baptiști (2,04%)
     Fără religie (1,06%)
     Alte religii (2,12%)
     Necunoscută (8,71%)
Conform recensământului efectuat în 2021, populația comunei Ghioroc se ridică la 3.871 de locuitori, în creștere față de recensământul anterior din 2011, când fuseseră înregistrați 3.790 de locuitori. Majoritatea locuitorilor sunt români (81,17%), cu o minoritate de maghiari (10,02%), iar pentru 7,62% nu se cunoaște apartenența etnică. Din punct de vedere confesional, majoritatea locuitorilor sunt ortodocși (60,55%), cu minorități de romano-catolici (11,31%), adventiști (8,47%), penticostali (5,73%), baptiști (2,04%) și fără religie (1,06%), iar pentru 8,71% nu se cunoaște apartenența confesională.

## Politică și administrație
Comuna Ghioroc este administrată de un primar și un consiliu local compus din 13 consilieri. Primarul, Corneliu Popi-Morodan[*], de la Partidul Național Liberal, este în funcție din 2012. Începând cu alegerile locale din 2024, consiliul local are următoarea componență pe partide politice:
|  | Partid                                 | Consilieri | Componența Consiliului | Componența Consiliului | Componența Consiliului | Componența Consiliului | Componența Consiliului | Componența Consiliului | Componența Consiliului | Componența Consiliului | Componența Consiliului | Componența Consiliului |
|  | -------------------------------------- | ---------- | ---------------------- | ---------------------- | ---------------------- | ---------------------- | ---------------------- | ---------------------- | ---------------------- | ---------------------- | ---------------------- | ---------------------- |
|  | Partidul Național Liberal              | 10         |                        |                        |                        |                        |                        |                        |                        |                        |                        |                        |
|  | Partidul Social Democrat               | 1          |                        |                        |                        |                        |                        |                        |                        |                        |                        |                        |
|  | Uniunea Democrată Maghiară din România | 1          |                        |                        |                        |                        |                        |                        |                        |                        |                        |                        |
|  | Partidul Mișcarea Populară             | 1          |                        |                        |                        |                        |                        |                        |                        |                        |                        |                        |

## Atracții turistice
- Biserica Ortodoxă "Sf. Mucenic Dimitrie" din satul Ghioroc, construcție 1793
- Biserica Romano-Catolică din Ghioroc, construită între anii 1779 - 1781
- Monumentul Eroilor din Ghioroc
- Muzeul viei și vinului din Ghioroc
- Muzeul Agricol
- Lacul Ghioroc
- Drumul Vinului (Păuliș - Ghioroc - Covăsânț - Șiria și Ghioroc - Arad) (finalizat în anul 2015)